# Алберто II (Генуа)
Алберто II (на латински: Adalbertus, † пр. март 1000) от род Отбертини е маркграф на Източна Лигурия (или Марка Генуа) ок. 997 г.

## Биография
Той последва през 997 г. баща си пфалцграф и маркграф Оберто I († пр. 15 октомври 975), заедно с брат му Оберто II († сл. 1014/1021). Той е също граф на Милано, Генуа и Бобио.
Още през юли 972 г. той представя баща си в дворцовия съд като пфалцгаф. Алберто II се жени за Бертрада, сестра на граф Куниберт. Той става прародител на домовете Маса-Карара (Чибо-Маласпина), Пароди, Маласпина и Палавичини.

## Деца
Алберто II е баща на:
- Отберт III
- Адалберт VI
- Берта, омъжена от юли 1002 г. за Ланфранк от Пиаченца
- Гизела, омъжена за маркграф Анселм I (Алерамичи)